# Avarneh
Avarneh (persiska: اورنه, اُّرنِه, ورنِه, اُورونِه, اُورَنِه, اَبَرنَو, ورَنِه) är en ort i Iran.   Den ligger i provinsen Qazvin, i den nordvästra delen av landet, 200 km väster om huvudstaden Teheran. Avarneh ligger 1 846 meter över havet och antalet invånare är 764.
Terrängen runt Avarneh är kuperad.Runt Avarneh är det ganska glesbefolkat, med 29 invånare per kvadratkilometer. Närmaste större samhälle är Ẕīā'ābād, 17,5 km öster om Avarneh. Trakten runt Avarneh består i huvudsak av gräsmarker.